# マウス (戦車)
VIII号戦車 マウス（はちごうせんしゃマウス、独: Panzerkampfwagen VIII (Sd.Kfz 205) Maus）は、第二次世界大戦中にドイツで試作された超重戦車である。2両作られたがそのうち1両は爆破処理された。実際に造られた戦車としては世界最大重量である。

## 開発への経緯
マウスの開発にはアドルフ・ヒトラーの戦車に対する思想との強い関与が存在している。1941年に独ソ戦が開始され、ソ連軍のT-34中戦車、及びKV-1、KV-2重戦車はドイツ戦車にとって大きな脅威となった。これらを凌ぐソ連軍の新型戦車出現の可能性を危惧したヒトラーは、1941年11月29日に総統官邸における会議でフェルディナント・ポルシェ博士に超重戦車開発の可能性について打診した。ヒトラーは1943年春にはソ連軍が超重戦車を戦場へ投入すると確信していたため、彼は主砲も装甲も当時の技術で最高の戦車を作ることを命じた。
1942年3月にクルップ社へ100t級の重戦車の開発と試作が命じられ、ポルシェ社も100t級戦車の開発契約が結ばれた。二重開発はヒトラーの意図するもので、両社は同一の開発計画に対して激しい競争を行った。このような開発方針は軍需大臣アルベルト・シュペーアにより禁止が提言されたものの、ヒトラーはこれに依然執着していた。1942年4月の段階でヒトラーの重戦車に対する構想は、車重70tを戦車の限界とする従来の技術的な推測を無視し、100tを超えて120t級の戦車が必要であると考えるようになっていた。
クルップ社は15cm榴弾砲を戦車砲化した主砲と遠隔操作式の機銃を備え、従来ドイツ戦車に搭載されているガソリンエンジンに代わりディーゼルエンジンを搭載した、新機軸を導入しつつも総体としては保守的な重戦車を構想した。一方ポルシェ社はポルシェ博士自ら手がけた新機軸満載の設計案である「タイプ205 (Type 205)」の図面を、1942年6月23日に、クルップ社に先駆けてヒトラーに提出した。これは砲塔に15cm戦車砲と7.5cm戦車砲を同軸装備し、ポルシェ博士が過去に設計したVK4501(P)いわゆる“ポルシェティーガー”、及びその駆逐戦車型であるフェルディナント／エレファント駆逐戦車と同様、内燃機関と電動モーターのハイブリッド式駆動装置を備えた。懸架装置には縦置き型トーションバーサスペンションが選定された。ヒトラーはこれに高い評価を与え、いくつか設計案に変更を加えた。下部車体の装甲を100mmとすること、主砲を37口径15cm砲もしくは70口径10.5cm砲とすることである。この上で彼は事実上の内定を与えた。
ポルシェ博士はヒトラーに対して1943年3月12日までにタイプ205の試作車もしくはモックアップを完成させると約束し、ポルシェ社は具体的な設計作業に入った。ポルシェ社の「モイスヒェン（Mäuschen、子ネズミの意）」原案では駆動方式はディーゼルエンジンを用いた「ディーゼル・エレクトリック」となる予定であったが、ポルシェ社からエンジンの選定を打診されたダイムラー・ベンツ社が要求を満たすディーゼルエンジンを用意できないために、ガソリンエンジンを用いた「ガス・エレクトリック」に変更された。
1942年12月にポルシェとクルップ社のミュラー教授は、「モイスヒェン」の生産についての報告を行っている。ここでは1943年夏に試作車輌の完成が目指され、兵装として15cm砲、12.7cm艦砲、12.8cm高射砲、長砲身12.8cm砲等が計画された。
1943年1月、クルップ社とポルシェ社の「モイスヒェン」案はヒトラーにより比較検討された。彼はタイプ205に高い評価を与えていたため、主砲に12.8cm砲と7.5cm砲を同軸装備すること、という修正が命じられた上、ポルシェ案はクルップ案を退けて1943年1月に製作が承認された。このときの月産予定数は10輌とされ、完成は1943年末とされた。ヒトラーの見解に依れば、兵器の優位性を保てる期間は一年が限度であり、1943年にはティーガーとパンターを、1944年にはマウスとティーガーIIを投入することが要求された。ポルシェ社の戦車に採用される電気駆動方式には、戦略資源でありドイツでは供給量が不足している銅を大量に使うため、軍需省からは反対の声が上がった。
開発の初期、この超重戦車には「マムート（Mammut、マンモスの意）」の呼称が与えられた。これは後に変更され「モイスヒェン」の名称が付された。ドイツ戦車史上最大の超重戦車案であるにも関わらずこのような名称が付けられた理由は、敢えて逆の印象を与える名称を付けることにより情報の秘匿を図るためであるとされている。ポルシェ案は同年2月13日に「マウス」の制式呼称で正式に採用された。

## 開発と生産
制式採用された“マウス”設計案には「VIII号戦車 (Panzerkampfwagen VIII)」の制式名称及び「Sd.Kfz 205」の制式番号が与えられ、設計はポルシェ社、部品の生産と組み立てはクルップ社、砲を含む最終組み立てはアルケット社により行われることが決定した。VII号戦車 (Panzerkampfwagen VII) として“レーヴェ”の名称を持つ重戦車が開発される予定であった。“レーヴェ(Löwe)”とはドイツ語でライオンの意である。
1943年2月にクルップ社に対して120両が発注され、5月1日に木製のモックアップが完成してヒトラー以下の軍関係者に披露された。これを見たヒトラーは搭載予定のものを更に上回る主砲を搭載することを要求した。12.8cm砲の搭載を指示したのはヒトラー自身であったが、『この戦車には12.8cmでもおもちゃの大砲のようだ』との感想を述べ、更なる大口径砲の搭載を命じた。ヒトラーは更に砲塔下面の跳弾防止など、防御上のいくつかの欠点を指摘した。弾薬携行数は主砲が50発から80発へ増やされ、副砲が200発から100発へ減らされた。同席した機甲総監ハインツ・グデーリアンからは近接戦闘における対歩兵用装備の不備が指摘された。これらの指摘を受けて若干の改修が指示され、5月5日には改修案を取り入れた上、生産数が追加され、計135輌が発注された。
のちにグデーリアンは戦後の著書『電撃戦-グデーリアン回想録』で、ヒトラーと共にマウスのモックアップを閲覧した際のエピソードを記述している。彼は超重戦車の開発計画について触れ、重量過大で接近戦闘能力の低い超重戦車に対して非常に低い評価を与えた。この計画を進めたヒトラー及びポルシェ博士以下の関係者に対して厳しい批判が述べられている。
しかし、1943年7月の“ツィタデレ作戦”の失敗以降、戦局はドイツにとって不利となり、軍需資源の不足が次第に深刻になっていくことが確実視された。生産に大量の資源を使用する超重戦車に対してアルベルト・シュペーアを始めとする軍需省関係者の評価は低く、資源の浪費であるとして計画の中止が進言された。

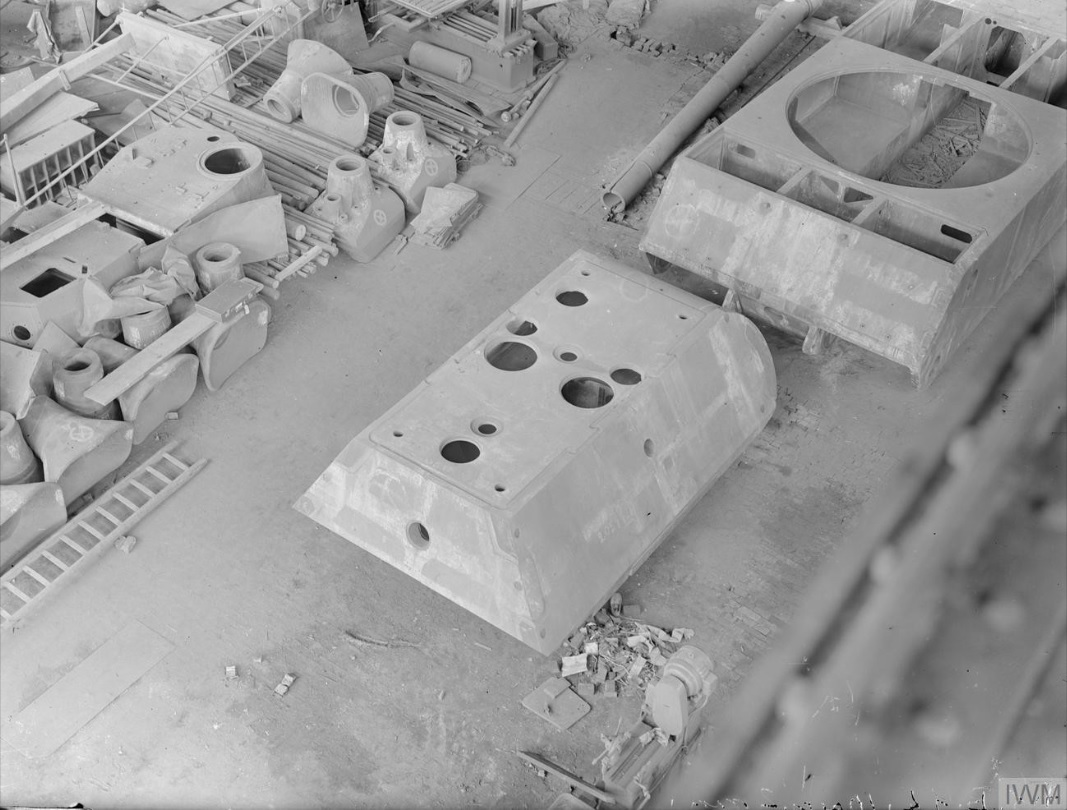
クルップ社エッセン工場で製造されていたマウスの砲塔と車体（1945年5月20日撮影）
画像左上の区画にはマウスの防盾の他にヤークトティーガーの防盾とVK 36.01(H)試作重戦車の砲塔が並べられている

150両分の生産準備が進められたものの、実際に戦車として形になったものは2両であり、その組立も次々に変更が加えられたことから遅延が積み重なった。1943年8月に試作車の生産が始められたが、同年10月にポルシェ社に、11月にはクルップ社に対しても量産計画の中止が通達された。この時点ではエッセンのクルップ社工場で試作車2両の車体と1基の砲塔が完成間近で、他に4両分の車体と6基の砲塔が生産中であった。更に4両分の車体と2基の砲塔のための鋼材が準備されていたが、量産中止の通達を受け、試作車分以外の車体と砲塔はスクラップとして他の用途に転用された。後にクルップ社にはマウスの生産を再開せよとの通達が出されたため、これらのうちスクラップ化を免れていた1両分の車体と砲塔が生産ラインに戻され、クルップ社エッセン工場を調査したイギリス軍によって発見されている。
こうした戦況の悪化と量産の中止を指示された状況下においても組立は続けられた。1943年9月中旬ごろからベルリンのシュパンダウに所在するアルケット社で作業が開始され、生産された部材と鋼板が集積されたものの、アルケット社では他の車両の生産を優先したためにしばらく組立は放置された。同年、1号車は車体部のみが12月末に完成し、12月23日に走行試験が行われた。
1944年1月10日にバーデン＝ヴュルテンベルク州のベーブリンゲン（Böblingen）にある演習地に送られ、1月14日から鋳鋼製、資料によってはコンクリート製ともされるダミー砲塔を搭載し、走行試験が開始された。試作2号車は1号車の完成後に組立作業に入ったが、やはり他の車両の生産が優先されたために作業は進まず、3月に車体部のみがエンジンを搭載しない未完成状態でベーブリンゲンに送られた。1944年5月に完成した砲塔1基がアルケット社から発送されたが、既に超重戦車の開発計画には高い優先度が与えられていなかったために最終組立作業は順延され、6月9日に試作2号車に砲塔が搭載されて完全状態のマウスが完成した。
1944年6月から9月にかけて試作1、2号車はベルリン南方のクンマースドルフ (Kummersdorf) にある陸軍車両試験場に移送され、兵装の実射試験を始めとした本格的な試験が開始されたが、最大速度、登坂能力等の機動性能は計画予定値を下回っており、燃費の悪さも想定以上であった。機械的不調も続発し、試作2号車は試験中にエンジンを損傷し、以後行動不能に陥いる。
1944年11月1日に総統官邸から正式に「超重戦車全ての開発計画の中止」が命令され、マウスの開発計画は終了となった。

## 運用とソ連による接収

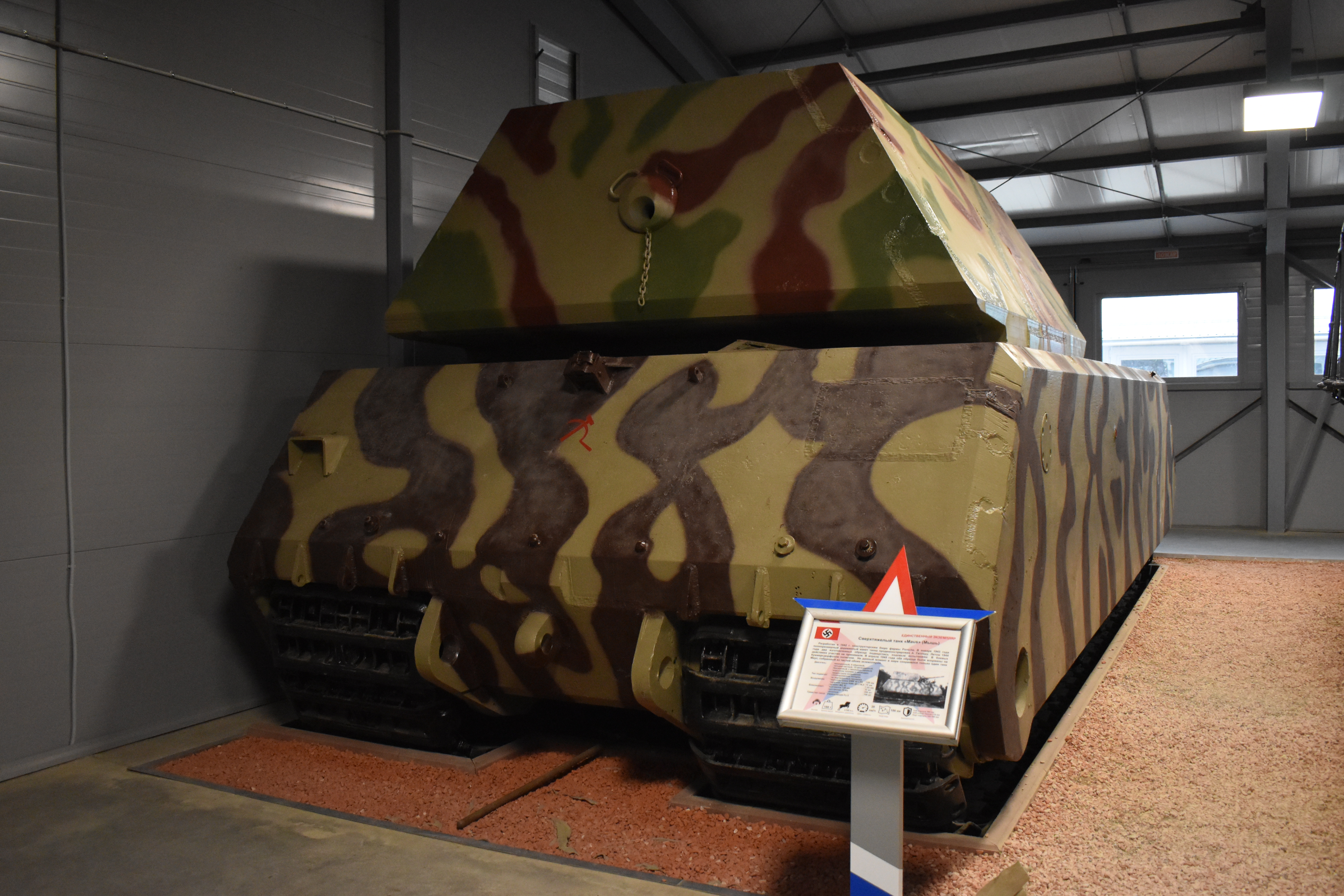
マウスの後部

1945年に赤軍がドイツ本土に侵攻してくることが確実となると、クンマースドルフ試験場の試験車両にも実戦投入できると判断されたものには再整備が行われた。エンジンを損傷して保管されていたマウスの試作2号車もこれを受けて1945年2月から損傷したエンジンを高速艇用のエンジンを転用したダイムラー・ベンツ製の液冷ディーゼルエンジンに交換すると共に操向装置を新設計の電気式のものに変更した。この換装作業はシュコダ社によって行われている。更に、クルップ社及びアルケット社には「可能な限り早期にマウスの生産を再開すべし」との命令が下された。
1945年4月末に試作2号車はベルリンに迫る赤軍を迎撃すべく出撃し、クンマースドルフ試験場から北東に約14km離れたツォッセン郊外に設けられたドイツ軍駐屯地の敷地内にある旧捕虜収容所（Stammlager Zossen：1945年当時は最高司令部関連設備として使用）付近にある、通称“ヒンデンブルク広場 (Hindenburgplatz) ”に配置され、司令部の防衛に充てられた。
程なくツォッセン近郊に赤軍が迫ったため、駐屯部隊および防衛部隊は撤退を決意したが、マウスは機関に不調が発生し、更に燃料不足により行動不能の状態となった。機関故障を修理できたとしても燃料補給のあてがなく、敵部隊が間近に迫っているために回収作業も時間的に不可能と判断され、赤軍に鹵獲されることを避けるために爆破処分された。
のちに試作1号車はクンマースドルフ試験場の西地区でほぼ無傷で放置された状態で、2号車はツォッセン郊外にて車体部全損の上、砲塔が車体から外れた状態で赤軍に鹵獲された。赤軍機械化装甲部隊司令部はマウスを本国へ移送することを決定、1号車の車体にほぼ原型を留めていた2号車の砲塔を組み合わせて走行可能なマウスを製作することとした。2号車の砲塔を回収するためには、6台の接収した18トンハーフトラックが必要であった。
1号車の車体に2号車の砲塔を搭載したマウスは1946年4月末にソ連へ移送され、5月4日にモスクワへ到着し、近郊の装甲車両中央研究所クビンカ試験場に搬入されて各種の試験に供されたのちに試験場に隣接する博物館の収蔵品とされた。
装甲車両中央研究所及び附属博物館は最重要軍事機密施設として外部公開されておらず、ソ連の一部関係者以外がマウスの現存を知ったのはゴルバチョフ政権におけるグラスノスチ以後である。
マウスは現在もクビンカ戦車博物館で保存して展示されている。

## 構造

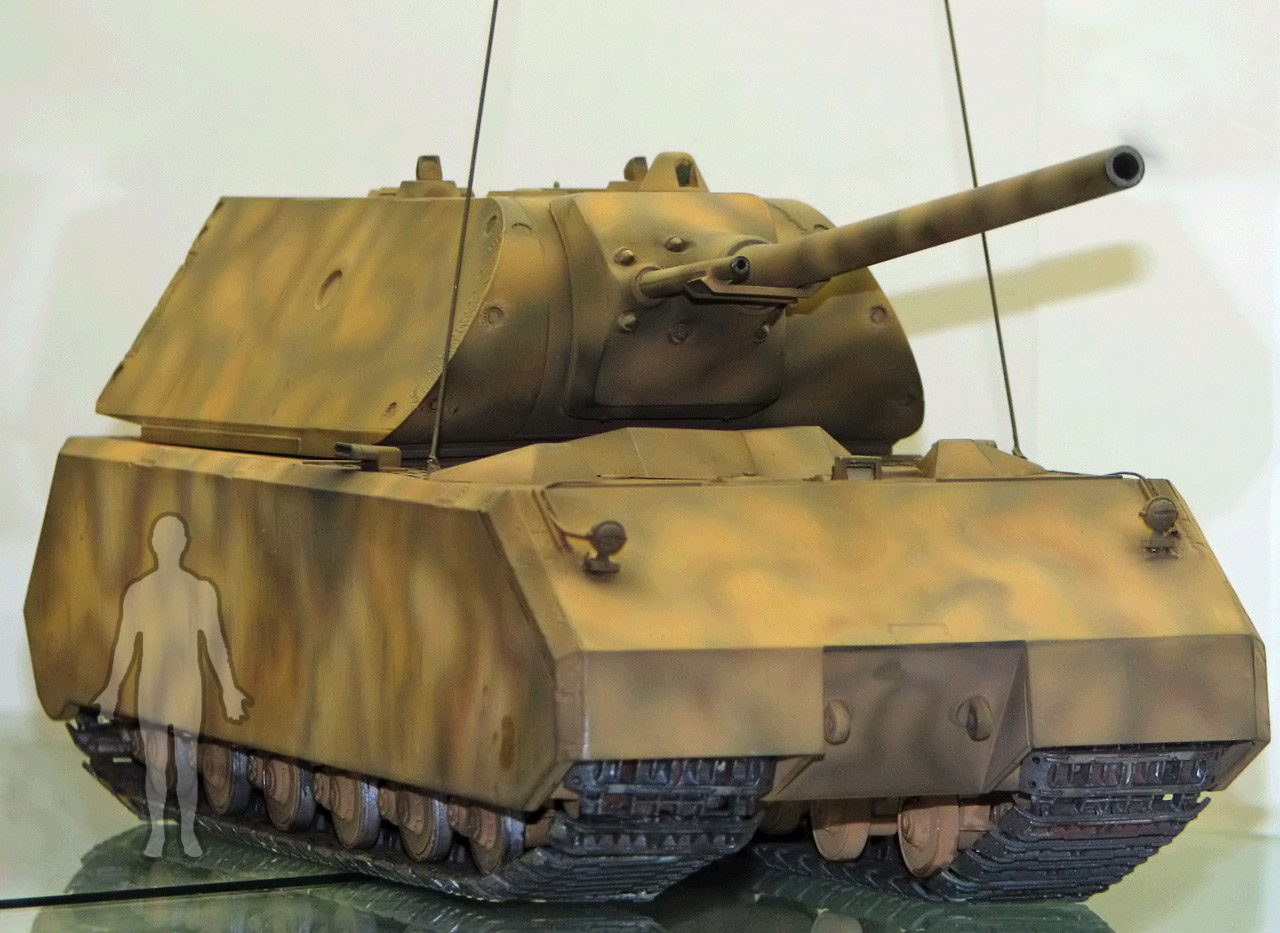
マウスの模型と人間との対比（ドイツニーダーザクセン州ムンスターのムンスター戦車博物館の展示品）

マウスは実際に完成した戦車で世界最大規模である。自重188tは、2023年現在で史上最大であり、砲塔部のみでも55 tの重量があった。寸度は全長10.085m、全幅3.67m、全高3.63mである。
砲塔の防楯と前面装甲板をのぞいて全面的に圧延鋼が用いられ、組み欠きのつけられた装甲板を相互にかみ合わせた上から溶接を施している。車体砲塔ともに単純な箱形の構成であるが、前面には傾斜装甲と曲面化が採用されており、避弾経始が導入されている。車体は上から見れば大きな箱状をしており、前面から見た際には横に長いT型をしている。車体および砲塔は水密化が施されている。
車体の最前部、T字の底部には操縦手席と無線通信手席が並置されている。配置は車体後方から見て右が無線手席、左が操縦手席で、無線手席の右側には無線通信機器と車内通話装置が装備された。席の左右、T字の張り出し部分にはそれぞれ容量1,600リットルの燃料タンクが設置された。これらの席の後方、T字の底部、車体の中央部前よりに水冷V型12気筒 MB509エンジンが搭載されている。この左右、張り出し部分には4機の空冷式冷却器が置かれた。エンジン後方に二重式発電機が直結され、3000mm径の砲塔旋回リングが車体上面に設けられた。二重式発電機の左右側面、T字の張り出し部分はほぼ弾薬庫とされている。右側の一部にはバッテリーと補助エンジンが配置された。発電機後方のスペースには左右の履帯を駆動するための走行用電動機と減速ギアが1基ずつ置かれている。内部は機器が詰まっており、操縦手と無線手が車内を通って砲塔へ行くことは不可能だった。始動用に8馬力の2サイクル2気筒エンジンが装備された。ほかに空冷式2気筒エンジンがメインエンジン後方に装備された。これは車内の暖房、加圧による毒ガス防御、潜水走行時の車内の加圧、バッテリー充電などの用途があった。
砲塔には12.8cm主砲、7.5cm副砲、7.92mm機銃が並列装備され、4名の搭乗員（車長・砲手各1名、装填手2名）が配置された。車体底部には発電機が置かれたため、砲塔バスケットが装備された。砲塔ハウジング下部に支持リングが溶接され、これとターレットリングのローラー、およびベアリングを介して砲塔が全周旋回する。駆動には支持リング上部に固定された電動旋回装置が用いられ、照準補助に手動旋回装置が加えられた。行軍時には砲塔と車体を3箇所でロックし、脱落を防ぐ。
主砲は中央部、右に副砲、左に機銃である。砲は砲耳によって連動し、高低射界を得る。砲手は主砲の左側に位置した。防楯砲耳左側に砲手用の照準望遠鏡が装備され、天井から一部が露出して外界を観察できる。砲塔内には室内灯、ベンチレーター、電動旋回装置、手動旋回装置、時計式方向指示器、高低射界制御装置、車内通話装置および各装置への配線などが配置された。さらに砲が後退する際に危険とならないよう砲周辺には防危板が装備され、砲塔内の余剰なスペースには各弾薬用ホルダーが設けられている。
砲塔天井の中央部分、2箇所にハッチが並列されている。戦車兵はここから出入りした。ハッチのやや前、側壁寄りに1つずつ旋回式ペリスコープが装備され、中央部にベンチレーターが装備されている。さらに前方の左寄りに照準望遠鏡用のマウントが天井の装甲板に刳り抜かれた。ハッチの後方、砲塔後部中央にベンチレーターと全周旋回可能な近接防御兵器用のマウントが設けられている。砲塔側面に各1つずつ射撃ポートと、後面にもMPポート兼弾薬搬入ハッチが設けられている。
砲塔は整備のため吊り上げることができた。4箇所の砲塔吊り下げ用装着ねじ（ピルツ）が用いられ、これらは普段パッキンで防水された。

### 兵装
主砲は55口径の12.8cm KwK 44が選定された。砲塔を後方から見て、その右側同軸に、副砲である36.5口径の7.5cm KwK 44を装備した。主砲の左側には7.92mm機関銃であるMG34が同軸に装備された。12.8cm砲弾は55発を搭載、うち24発は砲塔内後部両側面に搭載された。これらの弾薬は弾頭と薬筒が分離されており、装填速度が遅くなった。重量と寸度の例として、ヤークトティーガーはマウスに予定されていた主砲と同系列の12.8cm Pak 44を採用しているが、データでは弾頭重量がPz.Gr43（被帽徹甲弾）で31.8kg、砲弾長496.5mm、薬筒重量36.6kg、薬莢全長870mmである。榴弾 (Spr.GrL/5.0) の弾頭重量が31.5kg、砲弾長623mm、薬筒重量33.8kg、薬莢全長870mmである。
36.5口径7.5cm砲はクルップ社が新規に開発したものである。既存の24口径7.5cm砲が不採用とされた理由は、砲身の短いこの砲を発砲すると、砲煙がマウスの冷風器に直射したためであった。弾薬は100発を予定した。
7.92mm機関銃は実質的な主砲同軸機関銃ではあるものの、主砲砲架ではなく独立した銃架に装備されており、個別に上下動させることが可能であった。この他に、砲塔上面には近接防御兵器が搭載され、砲塔の左右側面にはボールマウント式の銃眼が装備される予定であったが、試作2号車に搭載された砲塔には装備されておらず、単純な装甲栓式の銃眼孔が備えられている。砲塔後面に機関短銃用ポート兼弾薬搬入ハッチが設けられた。
砲塔後部上面の近接防御兵器は全周旋回し、39式スモークディスチャージャー、榴弾、160式識別用発煙弾、R式照明弾を射出した。
主砲に関しては将来的には 15cm KwK44 L/38、もしくは 17.4cm KwK44に換装する、という案も出されていた。
以下はヤークトティーガーに搭載された12.8 cm PaK 44 L/55砲の射貫性能と連合軍の戦車の装甲を対比した結果である。この主砲はマウスのそれと同系列の砲で、弾量31.8kgの被帽徹甲弾Pz.Gr43を初速920m/sで射出する。貫通性能は正面射撃、衝撃角度60度で算出されている。
- T-34/85の前面装甲を3,500mから貫通。
- KV-85の前面装甲を3,500mから貫通。
- IS-2の前面装甲を3,500mから貫通。
- クロムウェル巡航戦車の前面装甲を3,500mから貫通。
- チャーチル歩兵戦車の前面装甲を3,500mから貫通。
- M4A2シャーマン中戦車の前面装甲を3,500mから貫通。
- M4A4シャーマン中戦車の前面装甲を3,500mから貫通。

### 装甲
ヒトラーは100t級戦車、120t級戦車の構想の過程で、強固な装甲化に固執し続けた。そこでマウスの設計においてもっとも重要視されたものは防御であり、それは最高度のものだった。本車は切欠きを付けた高張力鋼同士を組み合わせた上で溶接を行っている。砲塔前面部分は曲面化され、良好な避弾経始を持つ。
前面装甲板は厚さ200mm、さらにこれは傾斜装甲として35度の角度で配置されていた。これは事実上350mmの装甲防御能力に等しい。前面下部の装甲板は60度の角度で配置され、防御能力は同等である。車幅のさらなる大型化を避けるため、車体側面に傾斜装甲は採用されなかった。これはターレットリング径が3,000mmと極めて大きいことによるもので、これにさらに傾斜を採用すれば、車幅はさらなる大型化が予想された。側面装甲板は2枚が用いられる。履帯上部を包んでいる180mm厚の外部側面装甲板と、履帯の中側に位置する100mm厚の車体側面装甲板である。車体の後背面は160mmの厚みがあった。砲塔も、前面は最大240mm厚、防盾250mm厚、側後面は200mmと、戦艦並の装甲が装備された。側面装甲板は30度、後面装甲板は15度の傾斜が付けられている。
防楯には可動範囲の制限のため、スプリングが内蔵されている。このスプリングは防楯に被弾した際に衝撃を吸収する役割も持っていた。防楯から砲身に沿ってアンテナ避けが装備されている。ロッドアンテナはスプリングで車体と接続しており、アンテナ避けが当たるとスプリング部分から横倒しとなって破損を避ける。

### 走行装置
本車は最高速度20km/h、航続能力は良道上を186km、不整地では68kmである。登坂能力30度、超堤高72cm、超壕幅450cmの性能を持つ。機動力は十分ではなく、エンジンの出力も重量に見合わなかった。188tの大重量から、走行装置の故障に際して非常な重労働が要求された。駆動方式は、ガソリンエンジンで稼働する発電機から電力を得てモーターを駆動させて走行する「ガス・エレクトリック方式」を採用した。主機としては航空機用のダイムラー・ベンツ MB509 液冷V型12気筒ガソリンエンジン（出力1080hp）を使用していたが、試作車のうち2号車は試験中にエンジンを破損したため、後にダイムラー・ベンツ社製の MB517 V型12気筒液冷ターボチャージド・ディーゼル・エンジン（出力1,200hp）に換装している。
1942年11月17日、マウスのための機関として、航空用液冷エンジンであるDB 603のピストンを交換して圧縮率を変更し、戦車用として様々な改良を加えたMB509がダイムラー・ベンツ社により提案された。このエンジンは87オクタンの航空燃料では1,375馬力を発揮したものの、戦車用の74オクタン燃料では1,200psから1,250psを発揮するのがやっとであった。MB509自体の性能は安定しており、1943年10月の試験では最大負荷状態で連続500時間の運転に耐えた。十分な強度がある地表であればスムーズな走行が可能であったとも言われる。しかし、マウスの駆動のために必要な馬力は1,500psから1,800psと見積もられており、ポルシェ合資会社は機動力の相当な妥協を強いられた。
有望視されていた高速艇用ディーゼルエンジンは戦車のサイズに合わず断念せざるを得なかった。過給器付きのディーゼルエンジンMB517も、DB603と同様の体積を持ちながらも出力はこれに劣り、1250psを発揮することはできなかった。エンジンの発注は1942年4月17日であったが、実際の受領は1944年夏と遅れている。陸軍司令部の計算では、このディーゼルエンジンの価格は12万5000ライヒスマルクと計算された。ポルシェ社の結論は、マウスの速度が出なくなることを承知の上で開発を進めるというものだった。
この超重戦車は、作戦地域でも運用しうる機動力の確保のため、ガソリン・電動駆動が選択されている。しかしながら完成したマウスは実戦化のために許された時間が短く、油圧機構の試験も満足ではなかった。エンジンは車体中央部分から前部寄りに配され、後方には長大な発電機が直結状態で置かれる。この後方、戦車の最後部に走行用電動機および最終減速機が格納された。MB509の冷却には148psを要し、エンジンにより駆動する空冷式冷却装置4基がエンジン左右に配された。冷却用の吸排気は天井のルーバーを介して行われる。MB509の上面にも冷却用送風器が置かれた。やや天井から突出した部分は装甲板により防護されている。これらの冷却機能によって気温の上昇は摂氏35度に抑えられた。二重式発電機「LK1000/12-2000」はエンジン後方、巨大な砲塔の下部に置かれている。重量3.885t、6極式の二重発電機は、左右の履帯への動力を生み出す各走行用電動機と、トルククラッチと減速ギアを介して接続した。走行用電動機は重量3.750t、最高回転数が3,100回転/分、最高速度20km/hを発揮した。車重188tを動かすための強大なトルクモーメントはトルククラッチにより処理される。減速装置への接続シャフトにはディスクブレーキが組み込まれ、油圧式フットブレーキと機械式ハンドブレーキにより車体を制御した。接続シャフトはトルクの反動に際してトーションバーとして働いた。二重減速装置は整地走行用と不整地走行用とのギアを備え、操縦手が手動でギアを変えた。マウスは信地旋回が可能だった。
装軌部分は後方駆動である。後方に起動輪、前方に誘導輪を置き、重量を受け止める転輪は48個が用いられた。ボギー式の懸架装置は、2個の転輪をタンデムにならべ、まず前方の走行転輪の軸に、はさみのような形に似たクランクアームの回転軸が接続される。クランクアームの先にはもう一つの転輪の軸部分が接続する。この上部、クランクアームの各先端部分をつなぎ、コーン状のスプリングが内蔵された。これを1組として2基の緩衝装置を並列し、上部に支持架をつけ、重量を支えた。支持架は2個の上部転輪が付けられている。走行転輪はゴム内蔵式、径が550mmである。緩衝装置は1組あたり3,565kgの負荷がかかった。履帯は幅1,100mmと非常に広軌で、両履帯は車幅の約3分の2を占める。接地圧は1.31kg/平方cmで履帯総重量は12.5t、交換は理想的な環境下の工場で6人が8時間かけてようやく完了した。走行装置は各自に交換できたが、実際の交換作業の写真では、まず履帯を掘り上げ、車体をジャッキアップした上で起動輪付近の履帯を外し、クリアランス部分から懸架装置を出入りさせている。この際にはジャッキの不備から交換に数日を要した。
燃料タンクは車体前方の各スポンソン部分に1,600リットルの燃料槽を設け、車体後部には1,000リットル入りの大型でドラム缶様の外形をした増加タンクが装備された。この増加タンクはワイヤー操作により投棄できた。
188tの自重で橋梁を渡ることは不可能とされ、ティーガーI初期型などと同様、渡河のための潜水機能が実装された。川底を渡渉するために車体は完全防水とされ、潜水渡渉用のシュノーケル装備が車内に収納されていた。設計では渡渉深度8mが考慮され、実際の渡渉可能深度は6mである。ただし、冷却と排気の技術的問題から、マウスは単独で潜水渡渉はできなかった。陸上の他のマウスまたは発電機からケーブルで送電し、モーター駆動で渡渉するユニークな方法が採用された。潜水可能とするために要する準備時間は40分である。潜水しないのであれば深度2mまで行動を可能とした。長距離移動は、全長27m、14軸の車輪を持つ専用の低床型重量物運搬貨車が用意された。
本車の回収と整備作業に用いるための回収車型が、同一車体を用いて開発を予定したが、構想のみに終わる。

## 登場作品

### アニメ・漫画
『うる星やつら』
テレビアニメ版第174話に登場。怪獣を攻撃する部隊に含まれている。
『オメガ7』
Vol.5にて、作中で描かれる『World of Tanks』のゲーム内に登場。砲塔に日の丸が描かれている。
『ガールズ&パンツァー』『ガールズ&パンツァー 最終章』
テレビアニメ第11話・第12話に黒森峰女学園の所有戦車として登場。大洗女子学園との戦車道試合にて使用され、その重装甲と高火力で大洗側を苦しめた。
『最終章』第3話にも登場。プラウダ高校との戦車道試合の際、大柄な車体と分厚い装甲で後続車両を守るべく攻勢の先陣を務めていたが、プラウダのKV-2によって撃破される。
『シェイファー・ハウンド』
物語の終盤、「マーナ・ガムル」との戦闘においてマーナ・ガムルの最終兵器として登場。シェイファー・ハウンド隊のIII号突撃砲を吹き飛ばし、ティーガーIを大破させる。
『深く静かに沈没せよ!!』
大野安之の漫画作品を収めた短編集。収録作「世界に冠たるドイツ陸上戦艦ここにあり」に登場。ソ連に鹵獲されており、車体前面に赤い星を描きソ連軍の戦力としてドイツ軍との戦闘に投入されるが、特に活躍することもなくミゾにはまって動けなくなってしまう。
『宮崎駿の雑想ノート』『宮崎駿の妄想ノート』
収録作「豚の虎」および「ハンスの帰還」に登場。「豚の虎」のラストシーンでポルシェティーガーに続くドランシ大尉らの戦車として引き渡され、「ハンスの帰還」冒頭にてベルリンの戦いに投じられるが、爆破処分の後に放棄される。

### 小説
『鏖殺の凶鳥』（文庫名：『凶鳥〈フッケバイン〉 ヒトラー最終指令』）
武装親衛隊が使用。ドイツ領内に墜落した国籍不明機の回収任務に派遣されたティーゲル戦闘団が1両を装備している。

### ゲーム
『Hearts of Iron IV』
　ドイツで使用可能な戦車
『R.U.S.E.』
ドイツの超重戦車として登場。
『STUG.io』
　[BRP]Bundesrepublik Panzerschlandの研究ツリーにHausとして登場。
『The Saboteur』
「Wulf」の名称で登場し、武装親衛隊が使用する。実車とは異なり、主砲が2門に増えている。
『War Thunder』
ドイツ陸軍の重戦車として登場。主砲・副砲ともに操作可能。ただし、アップデートにより開発不可能になった。
『World of Tanks』『World of tanks blitz』
ドイツTierX重戦車Mausとして開発可能。
『コンバットチョロQ』
アリーナのボスクラスの2番目に登場。T-35重戦車の配下として作戦のダンケロリ高原にボスタンクとして登場。前者と後者で登場する物は姿形こそ同じものの、性能は異なっている。
『新コンバットチョロQ』
プレイヤーが使用可能な「Qタンク」として登場。使用できるQタンク中では最高の装甲を誇る。敵としては登場しない。
『トータル・タンク・シミュレーター』
ドイツの改超重戦車MAUSとして使用可能。
『パンツァーフロント』
登場マップはないが、使用は可能。
『メタルマックス ゼノ』
設計図からマウスとして開発可能、改造され多段砲塔となり賞金首のおチビちゃんとなっているが倒すことで使用可能になる。